# San Miguel (tỉnh)
Tỉnh San Miguel (tiếng Tây Ban Nha: Provincia de San Miguel) là một tỉnh thuộc vùng Cajamarca của Peru. Tỉnh San Miguel có diện tích 2542 km², dân số thời điểm theo điều tra dân số ngày 11 tháng 7 năm 1993 là 61160 người. Tỉnh lỵ đóng ở San Miguel de Pallaques.